# Letnie Mistrzostwa Polski w Kombinacji Norweskiej 2021
Letnie Mistrzostwa Polski w Kombinacji Norweskiej 2021 – edycja mistrzostw, zorganizowana przez Polski Związek Narciarski, która odbyła się w dniu 1 października 2021 roku w Zakopanem. 
Tytułu wywalczonego przed rokiem bronił Szczepan Kupczak.
Zawodnicy rywalizowali o tytuł mistrza Polski na trasach narciarstwa biegowego COS OPO Zakopane oraz na Średniej Krokwi w Zakopanem. Złoty medal zdobył Szczepan Kupczak (SS-R LZS Sokół Szczyrk), srebrny medal wywalczył Andrzej Szczechowicz (TS Wisła Zakopane) natomiast brązowy medal zdobył Maciej Gąsienica-Ciaptak (AZS Zakopane).
W zawodach wystartowało i ukończyło 14 zawodników.